# Ilave
Ilave (en aimara, Illawi; en quechua, Jilawi) es una ciudad peruana capital del distrito homónimo y de la provincia de El Collao, ubicada en el departamento de Puno. 
Tenía una población estimada de 28 483 habitantes en 2015.

## Límites
Por el Norte: con el distrito de Acora y provincia de Puno. 
Por el Sur: con el distrito de Juli. 
Por el Este: con el Lago Titicaca y distrito de Pilcuyo, que se desprendiera de Ilave, en 1961. 
Por el Oeste: con el distrito de Acora y Juli. Existe un punto de convergencia en la comunidad de Collpa del distrito de Juli, Acora, que limitan con Santa Rosa.

## Etimología
Hay alrededor de cuatro hipótesis. La primera, que proviene de “HILA HAWIRA"que significa río grande. La segunda, es “JILAWI”, que significa el lugar donde crecí. La tercera, es “JILA AUQUI”, que significa Anciano Mayor. La última, es “IÑAWI”, que significa, el lugar de paso por el río; por la parte menos honda o más baja (cerca), entonces esta sería la más asidera, sustentada por el Padre Domingo Llanque Chana, hombre de gran acervo cultural, porque Ilave se ubicó en las orillas del río Wenque; por tanto tuvo que existir un lugar para cruzar el río; por un punto más accesible y con menos caudal para atravesarlo en ambos sentidos, y considerando el flujo del tráfico  existente desde la frontera con Bolivia y también el proveniente de Arequipa,Cusco y Puno.

## Historia
La ciudad de Ilave forma parte del distrito del mismo nombre que se encuentra en la provincia de El Collao, de la que es capital, en el departamento de Puno. Esta provincia, que fue creada recién en 1991, presenta una historia que viene desde muchos años atrás, según los vestigios arqueológicos hallados en diversos lugares de su ámbito y que actualmente forman parte de los atractivos turísticos de la localidad.
Entre los sitios de interés que tiene la provincia El Collao se encuentra la Ciudad Encantada de Ilave. Este lugar se encuentra al suroeste del casco urbano de Ilave, y aunque la mayor parte de la misma forma parte del distrito de Conduriri, siendo motivo de atractivo interesante para los turistas que acuden a Ilave. También cuenta con atractivos monumentales como son sus iglesias de San Miguel y Santa Bárbara de la época colonial, las cuales cuentan con valiosas pinturas y la primera con un hermoso altar tallado en pan de oro.

### Época Precolombina
Los trabajos realizados por el Instituto nacional de cultura en la zona de Ilave, han llegado a identificar asentamientos humanos, pertenecientes al periodo lítico (Estimado 5, 500 A.C.) respectivamente en la cuenca del río Ilave en sus partes altas. 
Más tarde continuo esta ocupación en las proximidades del lago durante el periodo formativo. Pero es mucho más frecuente encontrar evidencia arqueológica pertenecientes a la cultura Tiahuanaco en el área urbano la ocupación de esta gran cultura parece haber sido más intensiva en toda zona Ilave, por lo tanto es frecuente hallar cistas y otras formas de estructura lítica y estructuras arqueológicas.

### Época de la Conquista
En el año 1563 Ilave ya era un pueblo, esto mismo se deduce por la existencia de una doctrina a cargo de los dominicos y la edificación del templo San Miguel, tomando en cuenta al cronista Pedro Cieza de Leon: “hay en el grandes aposentos y antes que fueron señoreados por los incas, perdieron muchos los señores de este pueblo, de los cuales cuentan dos señores principales, y los nombres Cari y Yamalla. En este tiempo la cabecera de los Indios de su majestad, cuyos pueblos se nombran Xuli, Chilave, Acos, Pomata, Zepita. El cronista expresa:"Cuando yo pasé por aquella parte era corregidor Simón Pinto y gobernador don Gaspar indio entendido y de buena razón. Son ricos de ganado tienen muchos de los mantenimientos de los naturales en las Islas y en otra partes tiene ya mencionadas hay iglesias muy labradas, fundadas las más por el reverendo padre Tomas de San Martín “la crónica de Perú, 1932, P. 300”. 

### Época Colonial
Los primeros pobladores que ocuparon el núcleo de la ciudad de Ilave fueron los frailes de la orden de los dominicos, que mandaron a construir 18 conventos o iglesias entre ellos Ilave, Juli y Copacabana. Ilave nació en el lugar conocido como Kunkanqullu, posteriormente se trasladó a orillas del río Ilave. 
Ilave en su administración dependía de Chucuito, con su capital de las cajas reales. Posteriormente perteneció al virreinato de Buenos Aires hasta el año 1796, año en que se separaron para formar parte del virreinato del Perú. A fines del siglo XVIII el ámbito regional fue dividido políticamente en partidos, los cuales comprendieron un número de centros poblados.

### Época Republicana
Durante el periodo republicano el pueblo de Ilave empieza a tomar una forma urbana y paulatinamente se asienta los grandes solares que iba poblando. 
El distrito de Ilave fue creado en la época de la independencia. El decreto supremo del 2 de mayo de 1854 que reorganizó la demarcación territorial de la provincia de Chucuito y legalizó su pertenencia. La ley Nº 81 del 30 de setiembre de 1905 elevó la localidad a la categoría de Villa, conjuntamente con el pueblo de Yunguyo. En el año 1950 por gestión del Doctor Enrique Gallegos, Diputado por el Departamento de Puno y distinguido hijo de Ilave, es elevada a la categoría de ciudad, mediante la ley Nº 11830 del 28 de noviembre de 1950, por quien fuera presidente de la República, don Manual A. Odría. 
El 12 de diciembre de 1991 por Ley Nº 25361 se crea la provincia de El Collao, publicándose dicha norma en El Peruano con fecha 13 de diciembre. En la misma se reconoce a Ilave como capital de la Provincia de El Collao. Desde entonces, alrededor del año 1990, los aborígenes del pueblo de Ilave participan en la reivindicación de sus derechos interviniendo activamente en los gobiernos locales de los cinco distritos.[cita requerida]

## Clima
| Parámetros climáticos promedio de Ilave | Parámetros climáticos promedio de Ilave | Parámetros climáticos promedio de Ilave | Parámetros climáticos promedio de Ilave | Parámetros climáticos promedio de Ilave | Parámetros climáticos promedio de Ilave | Parámetros climáticos promedio de Ilave | Parámetros climáticos promedio de Ilave | Parámetros climáticos promedio de Ilave | Parámetros climáticos promedio de Ilave | Parámetros climáticos promedio de Ilave | Parámetros climáticos promedio de Ilave | Parámetros climáticos promedio de Ilave | Parámetros climáticos promedio de Ilave |
| Mes                                     | Ene.                                    | Feb.                                    | Mar.                                    | Abr.                                    | May.                                    | Jun.                                    | Jul.                                    | Ago.                                    | Sep.                                    | Oct.                                    | Nov.                                    | Dic.                                    | Anual                                   |
| --------------------------------------- | --------------------------------------- | --------------------------------------- | --------------------------------------- | --------------------------------------- | --------------------------------------- | --------------------------------------- | --------------------------------------- | --------------------------------------- | --------------------------------------- | --------------------------------------- | --------------------------------------- | --------------------------------------- | --------------------------------------- |
| Temp. máx. media (°C)                   | 14.6                                    | 14.1                                    | 14                                      | 14.3                                    | 13.8                                    | 13.4                                    | 13.2                                    | 14.2                                    | 14.7                                    | 15.6                                    | 15.7                                    | 15.1                                    | 14.4                                    |
| Temp. media (°C)                        | 9.6                                     | 9.5                                     | 9.1                                     | 8.7                                     | 7.5                                     | 6.3                                     | 6.4                                     | 7                                       | 8.2                                     | 9.3                                     | 9.6                                     | 9.7                                     | 8.4                                     |
| Temp. mín. media (°C)                   | 4.6                                     | 5                                       | 4.3                                     | 3.1                                     | 1.3                                     | -0.8                                    | -0.3                                    | -0.1                                    | 1.7                                     | 3.1                                     | 3.5                                     | 4.3                                     | 2.5                                     |
| Fuente: climate-data.org                |                                         |                                         |                                         |                                         |                                         |                                         |                                         |                                         |                                         |                                         |                                         |                                         |                                         |